# Смелый (Калужская область)
Смелый — посёлок в Износковском муниципальном районе Калужской области. Входит в сельское поселение «Село Шанский Завод».   

## География
Находится в 75-ми километрах от областного центра — города Калуги. Располагается на левом берегу реки Шаня. До районного центра, села Износки, 26 километров. Рядом деревни — Никулино(500 м), Грибово(2,6 км) и Заворыкино(3,0 км), село Шанский Завод(3,5 км), бывшие деревни Гончаровка(1,1 км) и Марьино(2,4 км).

## Население
| 2002 | 2010 |
| ---- | ---- |
| 5    | ↘1   |

## Транспорт
От ближайшего села, Шанский завод, два раза в день ходит автобус до города Медынь.